# Andreu (intèrpret)
Andreu (en grec: Ανδρέας) va ser un oficial de l'exèrcit romà d'Orient del segle VI que va dur a terme la funció de comandant militar i intèrpret dels aliats àrabs de l'Imperi Romà d'Orient. El 587, va servir a les ordres del general Filípic i va liderar, al costat de Teodor, un terç de l'exèrcit romà en una ràtzia contra l'Imperi Sassànida.